# Get the Party
Get the Party è un programma televisivo della The Walt Disney Company Italia trasmesso dal canale Disney Channel dal 10 marzo 2012.
Il programma è presentato dai due attori di una serie prodotta dalla Disney Channel Italia, Ruggero Pasquarelli e Valeria Badalamenti di In tour, e consiste nell'organizzare una festa a sorpresa.
La prima e unica edizione è stata trasmessa dal 21 aprile 2013, tutte le domeniche su Disney Channel.

## Puntate
| Edizione       | Puntate | Prima TV  |
| -------------- | ------- | --------- |
| Prima edizione | 7       | 2012-2013 |